# セロニアス・モンク ストレート・ノー・チェイサー
『セロニアス・モンク ストレート・ノー・チェイサー』（Thelonious Monk: Straight, No Chaser）は、ビバップのピアニストで作曲家であったセロニアス・モンクの生涯を描く1988年に公開されたアメリカのドキュメンタリー映画。シャーロット・ズヴェリンが監督を務め、モンクと彼のグループによるライブ・パフォーマンス、友人や家族への没後のインタビューをフィーチャーしている。この映画は、1980年代にモンクのアーカイブ映像が大量に発見されたときに作成された。
クリント・イーストウッドの制作会社マルパソ・プロダクションが制作したこの映画は、ワーナー・ブラザース・ピクチャーズが配給。イーストウッドが製作総指揮を務めた。
2017年、この映画は「文化的、歴史的、審美的な観点から重要」であるとして、アメリカ議会図書館によってアメリカ国立フィルム登録簿に保存される作品として選ばれた。

## 制作
ニューヨークの路上における出会いから、監督にして撮影監督のクリスチャン・ブラックウッドが、映画プロデューサーのブルース・リッカーに、かつて彼とその弟がジャズの仕事をしたことを話し、ドイツで一度だけ放映されたセロニアス・モンクの1時間のスペシャル番組について言及した。リッカーはその映像を「ジャズの死海文書」と呼び、新しいドキュメンタリーの核としてその映像を使用することを提案した。リッカーは映画の制作を手伝うためにシャーロット・ズヴェリンを連れてきて、4人の制作陣、リッカー、ズヴェリン、ブラックウッド兄弟がつながりを持った。
彼らは当初、モンクを映画に参加させる予定だったが、モンクに近づくことは果たせず、健康状態の悪化により、1982年2月17日に脳卒中で亡くなってしまった。ズヴェリンとリッカーがモンク・エステートとの契約を計画している間に、ブラックウッドは葬儀の様子を撮影した。しかし、モンクの死は映画の制作に複雑な問題をもたらした。遺言書の欠如と、ニューヨーク州が事実婚を認めていなかったことにより、モンクの子供たちが財産の執行者となるまでに長いプロセスが必要とされた。ズヴェリンとリッカーが何かしらの契約を行う前に、モンクのライフ・ストーリーを扱う権利は「かなりの金を持ち、映画に関してド素人である2人の若い男性」によって購入され、映画の制作は遅れていった。
この遅延を受けて、ズヴェリンとリッカーはプロジェクトへの資金集めに苦労し、テレビ配信の可能性に限定された1時間のテレビ番組に十分なくらいの資金しか調達できなかった。リッカーは、クリント・イーストウッドがジャズとビバップのジャンルを高く評価していることを知っていたため、最終的に彼と連絡を取り、映画制作を手伝うことに興味があるかどうか尋ねた。イーストウッドは、彼の制作スタジオであるマルパソに映画を制作させることに同意し、映画を完成させるために必要な予算を彼らに与えた。ブラックウッド兄弟による件の作品の映像とともに、さまざまなネットワーク会社からの古い映像が使用された。新しい映像も撮影され、そこには息子であるセロニアス・モンク3世や、テナー・サックス奏者のチャーリー・ラウズ、モンクの他の家族や友人たちへのインタビューが含まれている。

## 映像の起源
1967年に西ドイツの公共テレビからセロニアス・モンクに関する1時間の特別番組の制作を依頼された後、監督で撮影監督のクリスチャン・ブラックウッドと弟のマイケル・ブラックウッドは、モンクがニューヨーク、アトランタ、ヨーロッパと旅する間の6か月間を密着して追いかけた。このプロジェクトから13時間に及ぶアウトテイクが生まれ、そこにはモンクと彼のバンドによるライブ・パフォーマンスや、モンクのオフ・ステージ唯一の映像が映し出された。映像は、ドイツでのみ放送された1時間の特番が放映された後、ほぼ20年にわたって保存されていた。

## 反響
『セロニアス・モンク ストレート・ノー・チェイサー』は、1989年10月のニューヨーク映画祭で初上映され、高評価を受けた。「ニューヨーク・タイムズ」紙のレビューでは、モンクの手がピアノに乗っているクローズアップ・ショットの数々が、彼の尋常ではないテクニックを明らかにしているため、「これまでに撮影された中で最も価値あるジャズの一部」となっていることを主張している。この映画は、かなり寡黙であったモンクの緻密な見方を提示してくれているため、一般的に高く評価されている。